# Cykl (filozofia)
Cykl (z gr. kyklos – koło, krąg, obrót, ale w sensie filozoficznym (Arystoteles) raczej periodos) – odstęp czasu, w którym dane zjawiska powtarzają się w tym samym porządku. 
Pojęcia cyklu i cykliczności miały znaczenie dla filozofii historii i filozofii natury. W kulturze greckiej występowała idea wiecznego powrotu, filozoficznie najwyraźniej opracowana przez stoików. Cyklicznością, stałym powtarzaniem się zjawisk, wyjaśniała kosmologia starożytna ich naturę. Później poglądy takie głosił przede wszystkim Friedrich Nietzsche.
Jako cykle określa się nie tylko pewne odstępy czasu, ale też pewne zespoły zjawisk, które stale współwystępują wokół zjawiska głównego, uznawanego przy tym za ich przyczynę czy warunek. 